# Pietro di Kruticy
Pietro di Kruticy, all'anagrafe Pëtr Fëdorovič Poljanskij, (in russo: Пётр Фёдорович Поля́нский; Storoževoje, 28 giugno 1862 – Magnitogorsk, 10 ottobre 1937), Locum tenens del patriarca di Mosca dal 1925 al 1937. Fu imprigionato ad opera del Regime comunista nel 1930, e in seguito giustiziato nel 1937. Per questo, è venerato come santo e martire dalla Chiesa ortodossa russa.

## Biografia
Pietro nacque nel 1862 nel villaggio di Storoževoe da una famiglia di pastori. Uscito dal seminario nel 1885, dal 1906 al 1918 lavorò per il Santissimo sinodo dei vescovi della Chiesa Ortodossa prima come Commissario per l'educazione e poi come Segretario, e in questo ruolo ebbe l'occasione di lavorare con i futuri patriarchi Tichon e Sergio.
Dopo la rivoluzione bolscevica, la sua carriera fu molto rapida: ordinato monaco dal vescovo Ivan Strogorodskij e poi, nel 1920, vescovo di Podol'sk dal patriarca Tichon in persona, divenne in breve tempo il principale aiutante di quest'ultimo. Quell'anno, però, fu mandato in esilio a Velikij Ustjug, e quando esso finì, nel 1923, riprese il suo ruolo e venne anche promosso arcivescovo di Kruticy.

## Locum tenens del Patriarca di Russia
Nel 1924 Tichon, ormai morente, sapendo che una normale elezione patriarcale sarebbe stata impossibile, nominò tre suoi possibili successori: Cirillo, metropolita di Kazan', Agatangelo, metropolita di Jaroslavl', e proprio Pietro, metropolita di Kruticy.
Tichon morì il 7 aprile 1925. Essendo Pietro l'unico dei tre non in esilio o non in prigione in quel periodo, divenne Locum tenens del Patriarca di Russia. Si scagliò, ovviamente, contro le oppressioni dell'URSS, e, sapendo che di lì a poco sarebbe stato arrestato, nominò suo successore Sergio (Strogorodskij), che poi sarebbe diventato patriarca di Mosca.

## Arresto e morte
Dal 1926 al 1930 fu esiliato nella zona degli Urali, ma come ricordò spesso per lettera a Strogorodskij, rimase sempre a capo della Chiesa ortodossa.
Nel 1930 fu arrestato. Gli fu proposto, per essere liberato, di collaborare con la GPU, ma egli rifiutò nettamente e venne condannato a cinque anni di lavori forzati, che gli causarono anche una paralisi parziale. Dal 1931 al 1937 fu rinchiuso in isolamento nella prigione di Verchneural'sk. Invece, a Mosca, nel 1936 Sergio, per ottenere la carica di Locum tenens, diffuse un falso certificato della morte di Polyansky, che in realtà era vivo e non aveva intenzione di dimettersi.
Ma alla fine, Pietro venne condannato a morte il 2 ottobre 1937 e il 10 ottobre venne fucilato a Magnitogorsk a 75 anni.
Venerato da subito come martire, nel 1997 fu santificato da Alessio II.